# Karl (Arenberg)
Karl gefürsteter Graf von Arenberg auch Charles de Ligne (* 22. Februar 1550 auf Schloss Vollenhoven; † 18. Januar 1616 in Enghien) war ein hochrangiger Militär in spanisch-habsburgischen Diensten sowie Diplomat.

## Familie

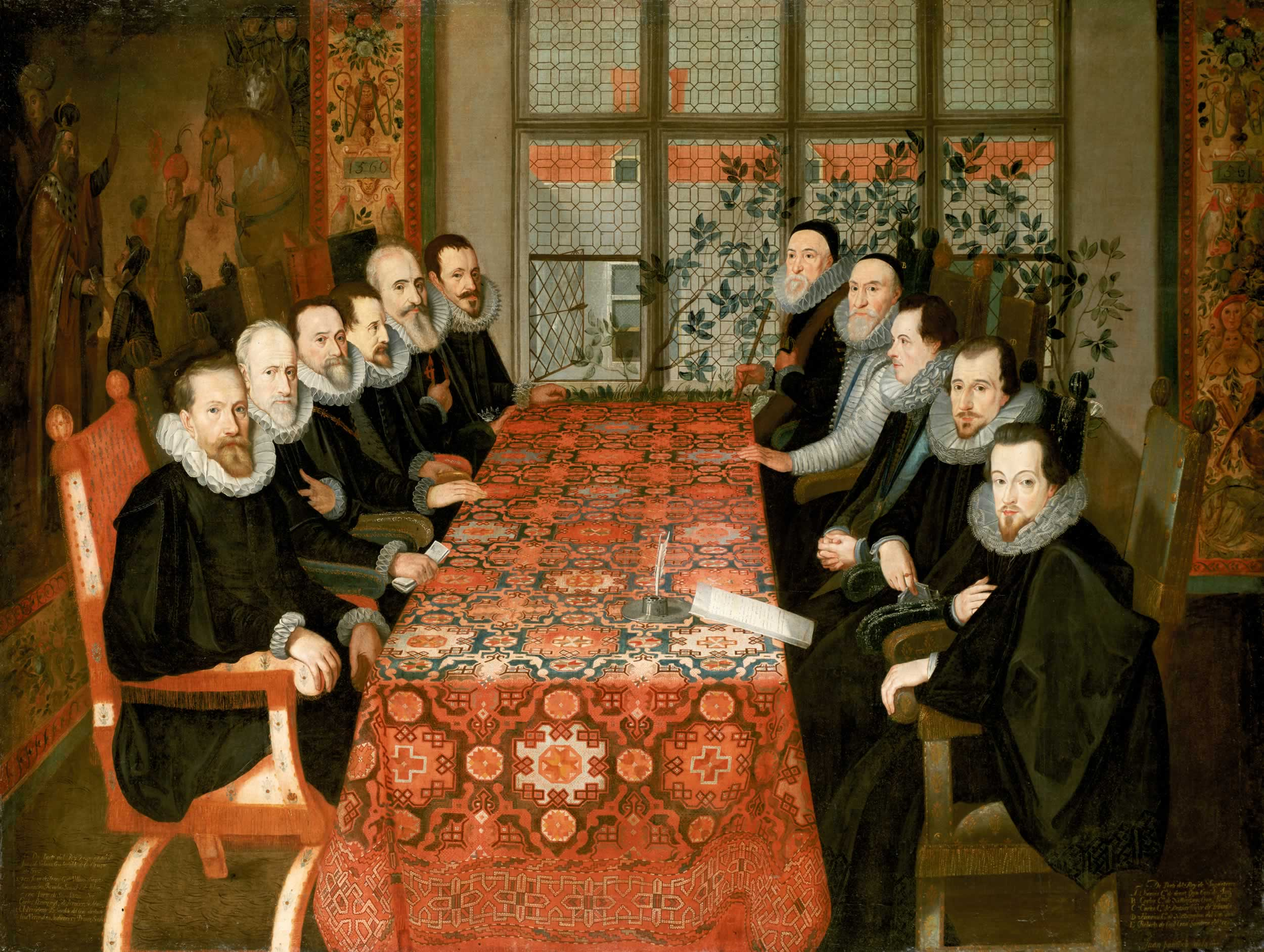
Verhandlung zum Frieden von London 1604; auf englischer Seite: Thomas Sackville, Charles Howard, Charles Blount, Henry Howard und Robert Cecil; auf spanischer Seite: Juan de Velasco, Juan de Tassis, Alessandro Robido, Charles de Ligne (gemeint ist Karl von Arenberg), Jean Richardot und Louis Verekyn.

Sein Vater war Johann von Ligne aus dem Haus Ligne, seit 1549 Reichsgraf von Arenberg. Die Mutter war Margaretha von der Marck-Arenberg. Er selbst heiratete 1587 Anna von Croÿ (* 4. Januar 1564 auf Schloss Beaumont; † 26. Februar 1635 in Enghien), Tochter von Philippe III. de Croÿ, Herzog von Aerschot, Fürst von Chimay. Dadurch kam das Herzogtum Aerschot an die Familie von Ligne-Arenberg. Aus der Ehe gingen unter anderem hervor:
- Philipp Karl (* 18. Oktober 1587; † 25. September 1640) gefürsteter Graf von Arenberg ⚭ Isabelle Claire de Berlaymont
- Ernestine (* 31. Oktober 1589; † 12. Juni 1653) ⚭ Wilhelm III. von Melun, Prinz von Espinoy.
- Alexander (* 15. Dezember 1590; † 16. August 1629), Graf von Beaumont ⚭ Madeleine von Egmont († 1663)
- Salentin (* 16. Dezember 1591; † 15. August 1592)
- Karl (* 13. November 1588; † 21. April 1613) Provost von Sainte-Waudru
- Anton (Kapuzinername Karl von Brüssel) (* 21. Februar 1593; † 5. Juni 1669)
- Claire (* 20. August 1594; † 1670)

⚭ Bertin Spinola, Graf von Bruay
⚭ Ottavio Visconti, Graf von Gamalero
- Alexandrine-Albertine (* 28. Mai 1596; † 19. Juli 1652) ⚭ Hermann Philipp von Merode (1590–1627)
- Eugen (Kapuzinername Desiré von Brüssel) (* 12. Juli 1600; † 18. September 1635)
- Dorothée (* 26. November 1601; † 1655) ⚭ Graf Philipp Lamoral von Horn († 1654)
- Caroline Ernestine (* 6. September 1606; † 12. September 1630) ⚭ Graf Ernst von Isenburg-Grenzau († 1664)

## Leben
Arenbergs Familie unterstützte die Habsburger in den Niederlanden. Sein Pate war Karl V. Nach seiner Erziehung unterstützte auch er den spanischen Herrschaftsanspruch in den Niederlanden. Er diente unter Alexander Farnese als Truppenkommandant. Unter anderem nahm er am Kampf gegen den zum Protestantismus übergetretenen Kölner Erzbischof Gebhard I. von Waldburg im Truchsessischen Krieg teil. Auch an der Belagerung von Antwerpen war er 1585 beteiligt. Vom Statthalter Erzherzog Albert wurde Arenberg zum Kämmerer und 1599 zum Staatsrat, Admiral und Generalleutnant der Meere ernannt.
Er wurde als Teilnehmer einer Delegation nach England entsandt und hat über einen Frieden in dem seit 1585 andauernden Englisch-Spanischen Krieg als einem Teil des später so genannten Achtzigjährigen Kriegs um die Unabhängigkeit der Niederlande verhandelt. Dies führte zum Frieden von London, der 1604 geschlossen wurde. Zu seinen persönlichen Begleitern in dieser Mission zählte unter anderen der Jurist Jacobus Boonen.
Nach seiner Rückkehr wurde er zum Ritter vom Goldenen Vlies und zum Granden erster Klasse des Königreich Spaniens ernannt.
Arenberg erwarb die Herrschaft und Schloss Enghien im heutigen Belgien. Dort ließ er einen Garten im Renaissancestil anlegen.